# Cordón militar

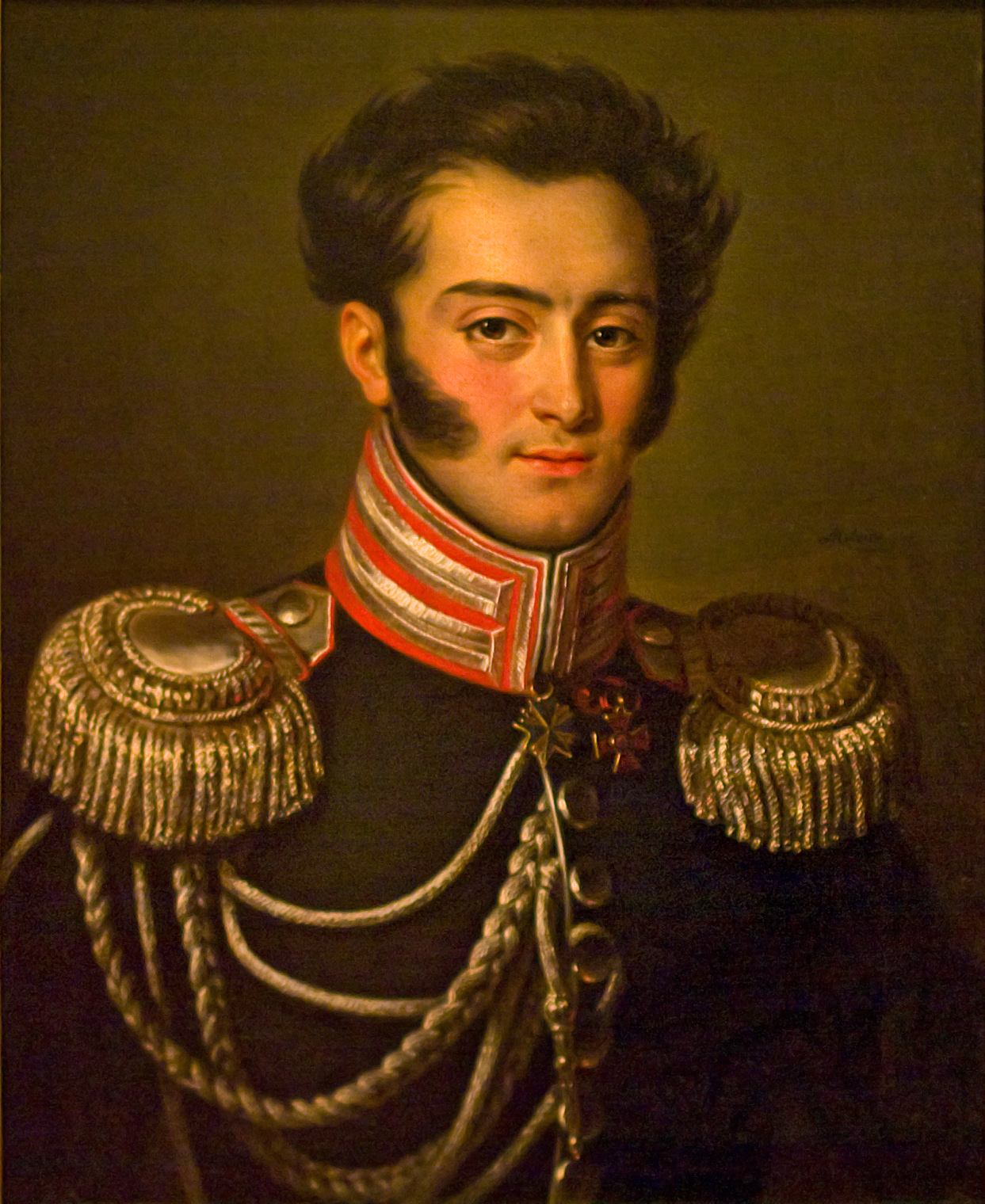
Oficial ruso (1825) en uniforme de gala, el pecho derecho con ornato de cordón dorado

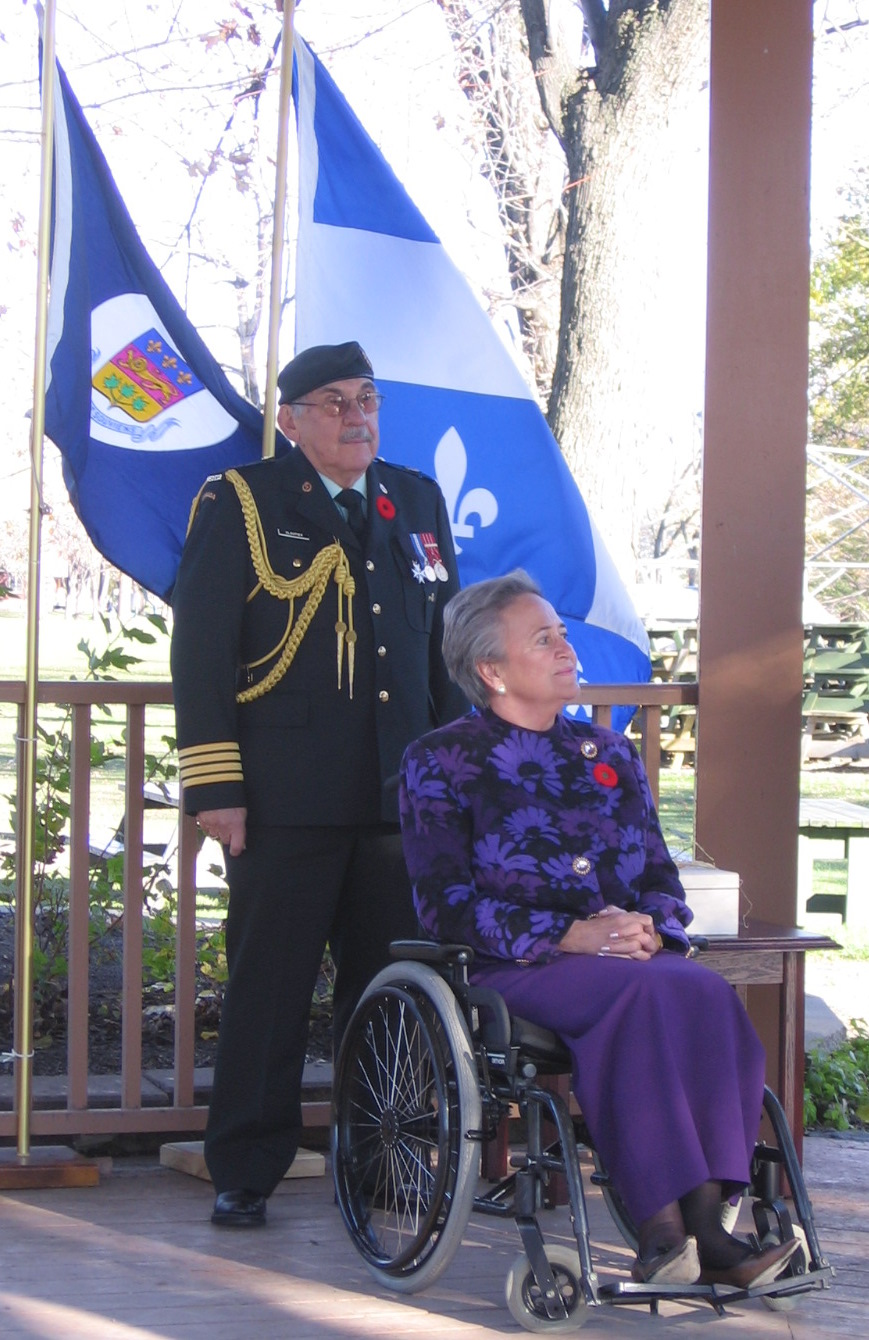
Oficial canadiense con los cordones de edecán

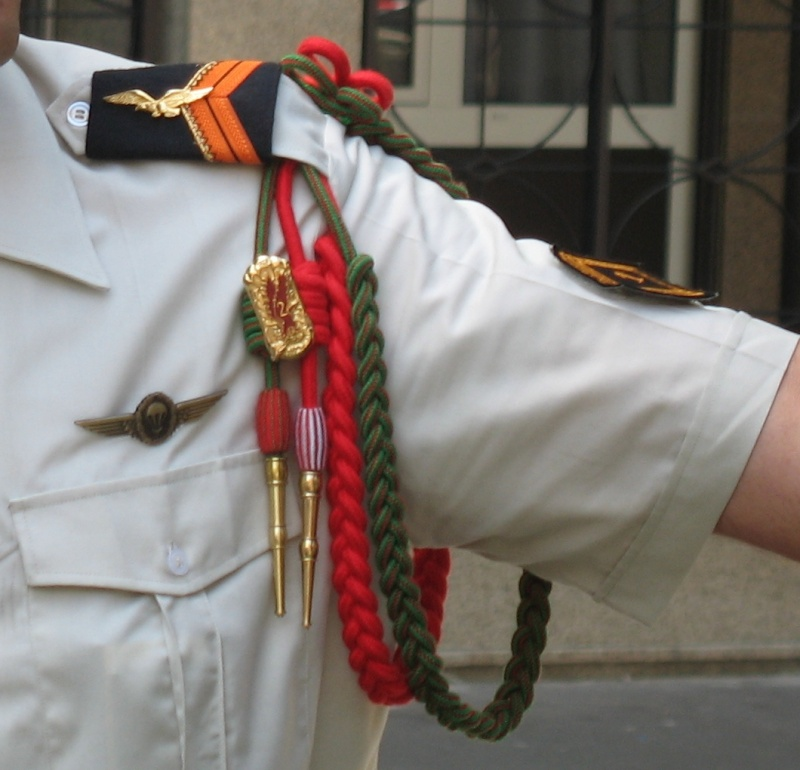
Cordones con los colores de las condecoraciones de una unidad militar.

El cordón (o cordones) son un atributo o distintivo de ciertas funciones o una distinción que suele usarse en las fuerzas armadas de la mayoría de los países. Estos cordones son un trabajo de pasamanería, trenzados, generalmente dorados, pero los hay también plateados o de otros colores o aún de varios colores entrelazados. El cordón se usa generalmente pasando por debajo de la paleta o charretera, rodeando el hombro y uniéndose junto a los botones, sea esto tanto del lado derecho como del lado izquierdo del uniforme. 

## Los cordones como distintivo de función
De modo típico el cordón -al que no es raro que los militares se refieran en plural, como "los cordones"- es distintivo de un edecán. Este cargo fue creado por el emperador Napoleón I e implicaba (como implica hoy) asistir a un superior, lo que usualmente supone tomar notas. Por esta razón, contemporáneamente, de los cordones militares penden muchas veces en lugar próximo a los botones un par de pequeños y delgados cilindros metálicos que evocan elementos de escritura. En las fuerzas armadas de Francia y los países de la francofonía se denomina a este tipo específico de cordón "aiguillettes" (es decir, agujetas) por extensión del nombre de las terminaciones metálicas mencionadas.
El origen del uso de los cordones está en el ejército español, casi en los lindes de la leyenda, remontándose a los inmortales Tercios de Flandes. Así don Adolfo Carrasco y Saiz, oficial de Artillería, en su obra “Breve noticia histórica del Colegio de Artillería y estado de la Academia de dicha Arma en España a principios de 1873” nos lo explica de la siguiente forma:
“… Dicen que el Duque de Alba, deseoso de castigar la falta de arrojo de un cuerpo flamenco, pensó nada menos que en ahorcar a todos sus individuos. Estos, resentidos, decidieron llevar desde entonces pendiente del cuello una cuerda con un clavo, como para facilitar la ejecución de aquel castigo, pero con un comportamiento tal brillante que, en lo sucesivo llego a ser aquel atributo divisa honorífica y de distinción…”

## Los cordones como distinción
Una variante especial de cordón o cordones militares puede o no llevar las mencionadas terminaciones metálicas y puede no pasar por los botones; simplemente rodea al hombro pasando bajo la paleta, pala o "épaulette". Esta variante, es tradicional del ejército francés (pero no exclusiva de él) y recibe en francés el nombre de "fourragères" (literalmente "forrajeras" por extensión del nombre del cordón usado sobre el hombro para transportar los bultos de plantas forrajeras). Estas "forrajeras" se usan como distinción para las banderas de determinadas unidades militares que se han hecho acreedoras de condecoraciones importantes, pero también pasan a ser atributo de los uniformes individuales de los integrantes de las unidades así distinguidas.
En Argentina, los "Encargados de Tropas" usan cordones rojos a los que se denomina "Cordones de Tuyutí"
Esta distinción tiene su origen en el año 1872, cuando el Congreso de la Nación los otorgó a los Encargados del Ejército que combatió y triunfó en la batalla de Tuyutí, la batalla más sangrienta librada hasta nuestros días en América y formó parte de la Guerra de la Triple Alianza en la que el Imperio de Brasil, la República Argentina, el Estado Oriental del Uruguay libraron contra fuerzas paraguayas.